# Gouvernement Suminwa
Troisième République
Lukonde II 
Le gouvernement Suminwa est le gouvernement de la république démocratique du Congo. Il est dirigé par la Première ministre Judith Suminwa Tuluka, qui devient la première femme dans le pays à exercer cette fonction.
Il s'agit du quatrième gouvernement de la présidence de Félix Tshisekedi.

## Nomination
Le nouveau gouvernement est dévoilé mercredi 28 mai 2024 en RDC, plus de cinq mois après la réélection du président Félix Tshisekedi et près de deux mois après la nomination de la Première ministre Judith Suminwa Tuluka.
La nouvelle équipe comprend 54 membres, contre 57 pour le précédent gouvernement,.
Le gouvernement est investi par l'Assemblée nationale le 11 juin 2024.

## Formation

### Composition initiale

#### Premier ministre
- Première ministre : Judith Suminwa Tuluka

#### Vice-premiers ministres
- Ministre de l’Intérieur, Sécurité, Décentralisation et Affaires coutumières : Jacquemain Shabani Lukoo
- Ministre des Transports et Voies de communication : Jean-Pierre Bemba Gombo
- Ministre de la Défense nationale et Anciens combattants : Guy Kabombo Mwadiamvita
- Ministre du Plan et de la Coordination de l'aide au développement : Guylain Nyembo Mbwizya
- Ministre de l'Économie nationale : Daniel Mukoko Samba
- Ministre de la Fonction publique, Modernisation de l'Administration et Innovation du service public : Jean-Pierre Lihau Ebua Kalokola

#### Ministres d'État
- Ministre de l'Agriculture et Sécurité alimentaire : Grégoire Mushail Mutomb Kangaji
- Ministre des Affaires étrangères, Coopération internationale et Francophonie : Thérèse Kayikwamba Wagner
- Ministre de l'Éducation nationale et Nouvelle citoyenneté : Raïssa Malu Dinanga
- Ministre de l'Environnement : Ève Bazaiba Masudi
- Ministre des Infrastructures et Travaux publics : Alexis Gizaro Muvunyi
- Ministre chargé de la Justice et Garde des Sceaux : Constant Mutamba
- Ministre du Budget : Aimé Boji Sangara Bamanyirue
- Ministre des Affaires foncières : Acacia Bandubola Mbongo
- Ministre du Développement rural : Muhindo Nzangi Butondo
- Ministre de l'Aménagement du territoire : Guy Loando Mboyo

#### Ministres
- Ministre des Finances : Doudou Roussel Fwamba Likunde Libotavi
- Ministre de l'Industrie et du Développement des Petites et Moyennes Entreprises : Louis Kabamba Watum
- Ministre des Ressources hydrauliques et Électricité : Teddy Muba Lwamba
- Ministre des Mines : Kizito Kapinga Mulume
- Ministre des Hydrocarbures : Aimé Sakombi Molendo
- Ministre du Travail et Prévoyance sociale : Ephraim Akwakwa Nametu
- Ministre de l'Urbanisme et Habitat : Crispin Mbadu Phanzu
- Ministre des Droits Humains : Chantal Chambu Mwavita
- Ministre de la Santé, Hygiène et Prévoyance sociale : Samuel Roger Kamba Mulamba
- Ministre de l'Enseignement supérieur et universitaire : Marie-Thérèse Safi Sombo
- Ministre de la Recherche scientifique et de l'Innovation : Gilbert Kabanda Kurhenga
- Ministre des PTNTIC : Augustin Kibassa
- Ministre du Portefeuille : Jean-Lucien Bussa
- Ministre des Affaires Sociales : Nathalie-Aziza Munanza
- Ministre du Commerce extérieur : Julien Paluku Kahongya
- Ministre de l'Intégration régionale : Didier Manzenga Makanzu
- Ministre de la Communication et Médias, Porte-parole du Gouvernement : Patrick Muyaya
- Ministre de la Formation Professionnelle : Marc Ekila Likombo
- Ministre du Genre, Famille et Enfant : Léonnie Kandolo
- Ministre de la Pêche et Élevage : Jean-Pierre Tshimanga Bwana
- Ministre de la Culture et Arts : Yolande Elebe Ma Ndembo
- Ministre du Tourisme : Didier M'Pambia Musanga
- Ministre des Sports et Loisirs : Didier Budimbu
- Ministre de la Jeunesse et Éveil Patriotique : Noëlla Ayeganagato Nakwipon

#### Ministres délégués
- Ministre déléguée près le Ministre des Affaires étrangères chargée de la Coopération internationale et Francophonie : Bestine Kazadi
- Ministre délégué près le Ministre de l'Urbanisme et Habitat chargé de la politique de la ville : Didier Tenge Te Litho
- Ministre déléguée près le Ministre des Affaires sociales chargée des personnes vivant avec handicap : Irène Esambo Diata
- Ministre délégué près du Ministre de l'Environnement chargée de l'Économie du climat : Stéphanie Mbombo

#### Vice-ministres
- Vice-ministre de l'Intérieur : Eugénie Tshiela Kamba
- Vice-ministre des Affaires étrangères : Grâce Yamba Kazadi
- Vice-ministre de la Justice : Samuel Mbemba Kabuya
- Vice-ministre du Budget : Elysé Bokumwana
- Vice-ministre des Finances : O'Neige N'Sele
- Vice-ministre de la Défense : Samy Awotho
- Vice-ministre de l'Éducation nationale et Initiation à la nouvelle citoyenneté : Jean-Pierre Kezamudro
- Vice-ministre de Mines : Godard Motemona Gibolum
- Vice-ministre des Hydrocarbures : Wivine Moleka
- Vice-ministre des Affaires coutumières : Mwami Jean-Baptiste Ndeze Katurebe

### Changements dans la composition
Quelques jours après l'investiture, la ministre déléguée chargée de l'Économie du climat, Stéphanie Mbombo, démissionne "pour raisons personnelles" le 18 juin 2024 . Elle n'est pas remplacée au gouvernement.
Le ministre chargé de la Justice et Garde des Sceaux, Constant Mutamba, présente sa démission un an plus tard, le 18 juin 2025, poursuivi dans une affaire de détournement de fonds publics . Son vice-ministre, Samuel Mbemba Kabuya, assure l'interim.

## Composition
Le gouvernement est composé de : 

### Premier ministre
| Portrait | Fonction          | Nom | Nom                   | Parti politique   |
| -------- | ----------------- | --- | --------------------- | ----------------- |
|          | Première ministre |     | Judith Suminwa Tuluka | UDPS - Tshisekedi |

### Vice-Premiers ministres
| Portrait | Fonction | Nom | Nom                             | Parti politique   |
| -------- | --- | --- | ------------------------------- | ----------------- |
|          | Ministre de l’Intérieur, Sécurité, Décentralisation et Affaires coutumières Vice-Premier ministre                         |     | Jacquemain Shabani Lukoo        | UDPS - Tshisekedi |
|          | Ministre de la Défense nationale et Anciens combattants Vice-Premier ministre                                             |     | Guy Kabombo Mwadiamvita         | UDPS - Tshisekedi |
|          | Ministre des Transports et Voies de communication Vice-Premier ministre                                                   |     | Jean-Pierre Bemba Gombo         | MLC               |
|          | Ministre du Plan et de la Coordination de l'aide au développement Vice-Premier ministre                                   |     | Guylain Nyembo Mbwizya          | AABG              |
|          | Ministre de l'Économie nationale Vice-Premier ministre                                                                    |     | Daniel Mukoko Samba             | PALU              |
|          | Ministre de la Fonction publique, Modernisation de l'Administration et Innovation du service public Vice-Premier ministre |     | Jean-Pierre Lihau Ebua Kalokola | UDPS - Tshisekedi |

### Ministres d'État
| Portrait | Fonction                                                                                     | Nom | Nom                             | Parti politique |
| -------- | -------------------------------------------------------------------------------------------- | --- | ------------------------------- | --------------- |
|          | Ministre de l'Agriculture et Sécurité Alimentaire Ministre d'État                            |     | Grégoire Mushail Mutomb Kangaji | UDPS            |
|          | Ministre des Affaires Étrangères, Coopération internationale et Francophonie Ministre d'État |     | Thérèse Kayikwamba Wagner       |                 |
|          | Ministre de l'Education nationale et Nouvelle Citoyenneté Ministre d'État                    |     | Raïssa Malu Dinanga             |                 |
|          | Ministre de l'Environnement Ministre d'État                                                  |     | Ève Bazaiba Masudi              | MLC             |
|          | Ministre des Infrastructures et Travaux publics Ministre d'État                              |     | Alexis Gizaro Muvunyi           | UDPS            |
|          | Ministre chargé de la Justice et Garde des Sceaux Ministre d'État                            |     | vacant                          |                 |
|          | Ministre du Budget Ministre d'État                                                           |     | Aimé Boji Sangara Bamanyirue    | UNC             |
|          | Ministre des Affaires foncières Ministre d'État                                              |     | Acacia Bandubola Mbongo         | UDPS            |
|          | Ministre du Développement rural Ministre d'État                                              |     | Muhindo Nzangi Butondo          | AVRP            |
|          | Ministre de l'Aménagement du Territoire Ministre d'État                                      |     | Guy Loando Mboyo                | AREP            |

### Ministres
| Portrait | Fonction                                                                        | Nom | Nom                         | Parti politique |
| -------- | ------------------------------------------------------------------------------- | --- | --------------------------- | --------------- |
|          | Ministre des Finances                                                           |     | Doudou Fwamba               | UDPS            |
|          | Ministre de l'Industrie et du Développement des Petites et Moyennes Entreprises |     | Louis Kabamba Watum         |                 |
|          | Ministre des Ressources hydrauliques et Électricité                             |     | Teddy Muba Lwamba           |                 |
|          | Ministre des Mines                                                              |     | Kizito Kapinga Mulume       |                 |
|          | Ministre des Hydrocarbures                                                      |     | Aimé Sakombi Molendo        | CACH / UNC      |
|          | Ministre du Travail et Prévoyance sociale                                       |     | Ephraim Akwakwa Nametu      |                 |
|          | Ministre de l'Urbanisme et Habitat                                              |     | Crispin Mbadu Phanzu        | AB              |
|          | Ministre des Droits Humains                                                     |     | Chantal Chambu Mwavita      |                 |
|          | Ministre de la Santé, Hygiène et Prévoyance sociale                             |     | Samuel Roger Kamba Mulamba  |                 |
|          | Ministre de l'Enseignement supérieur et universitaire                           |     | Marie-Thérèse Safi Sombo    |                 |
|          | Ministre de la Culture et Arts                                                  |     | Yolande Elebe Ma Ndembo     |                 |
|          | Ministre des PTNTIC                                                             |     | Augustin Kibassa            | UDPS            |
|          | Ministre du Portefeuille                                                        |     | Jean-Lucien Bussa           | CODE            |
|          | Ministre des Affaires Sociales                                                  |     | Nathalie-Aziza Munanza      | A25             |
|          | Ministre du Commerce extérieur                                                  |     | Julien Paluku Kahongya      | A/B50           |
|          | Ministre de l'Intégration régionale                                             |     | Didier Manzenga Makanzu     | PALU            |
|          | Ministre de la Communication et Médias, Porte-parole du Gouvernement            |     | Patrick Muyaya              | PALU            |
|          | Ministre de la Formation Professionnelle                                        |     | Marc Ekila Likombo          |                 |
|          | Ministre du Genre, Famille et Enfant                                            |     | Léonnie Kandolo             |                 |
|          | Ministre de la Pêche et Élevage                                                 |     | Jean-Pierre Tshimanga Bwana | AACPG           |
|          | Ministre du Tourisme                                                            |     | Didier M'Pambia Musanga     |                 |
|          | Ministre des Sports et Loisirs                                                  |     | Didier Budimbu              | AVC             |
|          | Ministre de la Jeunesse et Éveil Patriotique                                    |     | Noëlla Ayeganagato Nakwipon |                 |
|          | Ministre de la Recherche scientifique et de l'Innovation                        |     | Gilbert Kabanda Kurhenga    |                 |

### Ministres délégués
| Portrait | Fonction | Nom | Nom                   | Parti politique |
| -------- | --- | --- | --------------------- | --------------- |
|          | Ministre déléguée près le Ministre des Affaires étrangères chargée de la Coopération internationale et Francophonie |     | Bestine Kazadi        |                 |
|          | Ministre délégué près le Ministre de l'Urbanisme et Habitat chargé de la politique de la ville                      |     | Didier Tenge Te Litho |                 |
|          | Ministre déléguée près le Ministre des Affaires sociales chargée des personnes vivant avec handicap                 |     | Irène Esambo Diata    |                 |

### Vice-ministres
| Portrait | Fonction                                                                       | Nom | Nom                     | Parti politique |
| -------- | ------------------------------------------------------------------------------ | --- | ----------------------- | --------------- |
|          | Vice-ministre de l'Intérieur                                                   |     | Eugénie Tshiela Kamba   | UDPS            |
|          | Vice-ministre des Affaires étrangères                                          |     | Grâce Yamba Kazadi      |                 |
|          | Vice-ministre de la Justice                                                    |     | Samuel Mbemba Kabuya    |                 |
|          | Vice-ministre du Budget                                                        |     | Elysé Bokumwana         | PUNA            |
|          | Vice-ministre des Finances                                                     |     | O'Neige N'Sele          | A/B50           |
|          | Vice-ministre de la Défense                                                    |     | Samuel Adubango Awotho  | CNC             |
|          | Vice-ministre de l'Éducation nationale et Initiation à la nouvelle citoyenneté |     | Jean-Pierre Kezamudro   |                 |
|          | Vice-ministre de Mines                                                         |     | Godard Motemona Gibolum |                 |
|          | Vice-ministre des Hydrocarbures                                                |     | Wivine Moleka           | AB              |
|          | Vice-ministre des Affaires coutumières                                         |     | Jean-Baptiste Ndeze     |                 |